# Merulempista cingillella
Merulempista cingillella là một loài bướm đêm thuộc họ Pyralidae. Nó được tìm thấy ở Trung Quốc (Hebei, Inner Mongolia, Qinghai, Ningxia, Tianjin, Tân Cương), Albania, Áo, Bosna và Hercegovina, Croatia, Pháp, Đức, Hungary, Ý, Nga, Slovakia, Tây Ban Nha, Thụy Sĩ, Thổ Nhĩ Kỳ, Ukraina và Maroc.
Ấu trùng ăn các loài Myricaria germanica, Tamarix gracilis và other Tamarix